# Deathwish (The-Police-Lied)
Deathwish (englisch für Todeswunsch) ist ein Lied der britischen Rockband The Police. Der Song wurde von der Gruppe gemeinsam geschrieben und erschien auf dem zweiten Studioalbum der Band, Reggatta de Blanc.

## Text und Musik
Das Lied behandelt die Themen Sterblichkeit, Selbstbeobachtung und einen Wunsch nach Selbstzerstörung. Es erzählt von einer schnellen und gefährlichen nächtlichen Autofahrt:

„Todeswunsch im schwindenden Licht

Scheinwerfer, der durch die Nacht zeigt

Ich hätte nie gedacht, dass ich den Tag sehen würde

Ich spiele so mit meinem Leben.“

Es wird weitgehend ein Bo-Diddley-Rhythmus gespielt.

### Rezeption
Der Kritiker Greg Prato bezeichnete das Lied als „energischen Rocker“.

## Besetzung
- Sting: E-Bass, Gesang
- Andy Summers: E-Gitarre
- Stewart Copeland: Schlagzeug